# Rulikówka
Rulikówka – wieś w Polsce położona w województwie lubelskim, w powiecie hrubieszowskim, w gminie Mircze.
W latach 1975–1998 miejscowość administracyjnie należała do województwa zamojskiego. 
Wieś stanowi sołectwo gminy Mircze. Według Narodowego Spisu Powszechnego (III 2011 r.) liczyła 32 mieszkańców i była 27. co do wielkości miejscowością gminy.
Wierni Kościoła rzymskokatolickiego należą do parafii Zmartwychwstania Pańskiego w Mirczu.

## Historia
Rulikówka. Wieś notowana  w roku 1549 jako Rulikow, Rulikowo w roku 1578, obecna nazwa Rulikówka występuje od roku 1921.